# Arpraziquantel
Arpraziquantel (R-praziquantel) is het eutomeer (het biologisch actieve enantiomeer) van praziquantel en is een medicijn dat momenteel wordt onderzocht voor de behandeling van schistosomiasis bij jonge kinderen, omdat het minder bijwerkingen heeft dan de gebruikelijke racemische mengselformulering van praziquantel.
In december 2023 heeft het Comité voor geneesmiddelen voor menselijk gebruik (CHMP) van het Europees Geneesmiddelenbureau een positief advies uitgebracht overeenkomstig artikel 58 van Verordening (EG) nr. 726/20041 voor het geneesmiddel arpraziquantel, bedoeld voor de behandeling van schistosomiasis bij jonge kinderen. De aanvrager van dit geneesmiddel is Merck Europe BV. Het is uitsluitend bedoeld voor markten buiten de Europese Unie.